# دة ميان (كوهسرخ)
دة ميان هي قرية في مقاطعة كوهسرخ، إيران. عدد سكان هذه القرية هو 843 في سنة 2006.